# Viola (Arkansas)
Viola è un comune degli Stati Uniti d'America, situato in Arkansas, nella contea di Fulton.